# Carta al rey
Carta al rey es un libro creado por la autora neerlandesa Tonke Dragt, publicado en 1962 que recibió un premio por el mejor cuento infantil del año y en el 2004 recibió el Premio de los Premios (Griffel der Griffels) al mejor libro infantil de los últimos 50 años.

## Resumen
Tiuri, un joven nacido en el reino del rey Dagonaut, justo antes de ser nombrado caballero, es encomendado por un escudero una difícil misión: la de encontrar a su señor, el caballero Negro del escudo Blanco. Cuando Tiuri encuentra al caballero, moribundo, este es a tiempo para pedirle al joven que acabase su trabajo de entregarle al rey del país vecino, Unawen, una carta con información que podrá evitar una guerra. Por el camino se enfrentará con distintas personas, algunas amigas, pero otras enemigas.